# Бриз (футбольный клуб, Измаил)
«Бриз» — любительский футбольный клуб из города Измаила Одесской области. Чемпион Одесской области 1960 и 2007 гг. Выступал в советском классе «Б» в 1964—1969 гг.

## Прежние названия
- 1960—1964: «Спартак»[источник не указан 840 дней]
- 1964—1996, 2002—2005: «Дунаец»
- 1997—2001: «Дорожник»
- с 2006 года: «Бриз»

## История
На протяжении всей своей истории назывался «Дунаец» (потом «Дунай»). Первым успехом клуба стала победа в чемпионате Одесской области 1960 года и, как следствие, право сразиться за место в классе «Б» чемпионата СССР. В переходных играх измаильчане уступили одесскому «Черноморцу» — 0:1, 1:5.
Крупнейшим достижением команды стали выступления в первенстве СССР в группе «Б» (1964—1969 гг.), где коллектив занимал низкие места. Лучшим местом стало 28-е среди 40 команд в сезоне 1966. В 1969 году «Дунаец» занял последнее место в украинской зоне класса «Б» и навсегда покинул соревнования среди команд мастеров.
В 1999 году команда под названием «Дорожник» стала бронзовым призёром чемпионата области, а в 2006 году измаильчане выиграли Кубок области и стали вице-чемпионами Одесщины,[уточнить] в следующем сезоне победили в чемпионате области. Побед в чемпионате и Кубке клуб достиг уже под новым названием — «Бриз». Переименование произошло из-за смены руководства — с 2006 года во главе клуба стали Андрей Абрамченко (депутат горсовета, владелец торговой сети «Бриз», а ныне[когда?] — городской голова Измаила) и Игорь Дехтярев (депутат горсовета, владелец строительной фирмы «Родник»). Они заявили о намерении создать конкурентоспособную команду из местных футболистов.
«Бриз» выступал в чемпионате и Кубке Украины среди любителей 2007 года.
В чемпионате области 2008 года команда не стартовала. В Кубке АЛФУ 2008 года клуб выступал в значительно омоложеном составе, нежели тот, что выигрывал первенство области предыдущего года — «Бриз» выбыл уже на предварительном этапе, уступив «Вороновке» из Николаевской области.

## Достижения
- Чемпион Одесской области — 1960 и 2007
- Серебряный призёр чемпионата Одесской области — 1988 и 2006
- Бронзовый призёр чемпионата Одесской области — 1998/99
- Обладатель Кубка Одесской области — 2006

## Чемпионат СССР
| Сезон  | Лига                          | Место      | Игры | В  | Н  | П   | Мячи    | Очки |
| 1964   | класс «Б», УССР, 2 зона       | 12 (из 16) | 30   | 10 | 5  | 15  | 22-39   | 25   |
| 1964   | класс «Б», УССР (25-30 места) | 29 (41)    | 8    | 2  | 2  | 4   | 8-13    | 8    |
| 1965   | класс «Б», УССР, 2 зона       | 15 (16)    | 30   | 6  | 9  | 15  | 27-50   | 21   |
| 1965   | класс «Б», УССР (37-42 места) | 41 (45)    | 8    | 0  | 2  | 6   | 4-13    | 2    |
| 1966   | класс «Б», УССР, 1 зона       | 14 (20)    | 38   | 13 | 10 | 15  | 42-48   | 36   |
| 1966   | класс «Б», УССР (27-28 места) | 28 (40)    | 2    | 1  | 0  | 1   | 1-2     | 2    |
| 1967   | класс «Б», УССР, 1 зона       | 21 (21)    | 40   | 11 | 8  | 21  | 30-62   | 30   |
| 1968   | класс «Б», УССР, 1 зона       | 21 (22)    | 42   | 7  | 8  | 27  | 18-67   | 22   |
| 1969   | класс «Б», УССР, 1 зона       | 21 (21)    | 40   | 2  | 4  | 34  | 6-45    | 8    |
| Всего: | 6 турниров                    | 6 турниров | 238  | 52 | 48 | 138 | 158-335 | 154  |